# ورد دغيلي
ورد دغيلي (الاسم العلمي:Rosa dumetorum) هو نوع غير مؤكد من النباتات يتبع جنس الورد من الفصيلة الوردية.